# Archives historiques de l'Angleterre
Les Archives historiques de l'Angleterre sont les archives publiques d'Historic England, situées dans The Engine House sur Fire Fly Avenue à Swindon, qui faisait autrefois partie de l'usine Swindon Works of the Great Western Railway.
Il s'agit d'archives publiques de documents architecturaux et archéologiques qui contiennent plus de 12 millions de photographies, plans, dessins, rapports, documents et publications historiques couvrant l'archéologie, l'architecture, l'histoire sociale et locale de l'Angleterre. C'est une collection dynamique, avec des enregistrements ajoutés à ce jour. Le site PastScape permet d'effectuer des recherches dans plus de 420 000 notices (à partir de 2016).